# سرقت (فیلم ۲۰۰۲)
سرقت (به انگلیسی: Steal) فیلمی است محصول سال ۲۰۰۲ و به کارگردانی ژرار پیره است. در این فیلم بازیگرانی همچون استیون دُرف، ناتاشا هنستریج، بروس پین، استیون برکوف، کلِه بِنِت، کارن کلیش، آلَن گولِم و تام مک‌کاموس ایفای نقش کرده‌اند.